# Dom urzędników Banku Gospodarstwa Krajowego w Katowicach
Dom urzędników Banku Gospodarstwa Krajowego w Katowicach – zabytkowy dom mieszkalny w Katowicach, położony przy ulicy Narcyzów 2, na terenie dzielnicy Śródmieście. Budynek zaprojektowany przez Stanisława Tabeńskiego i Jacka Rybickiego został wzniesiony w latach 1929–1930 w stylu funkcjonalizmu.

## Historia
Projekt domu dla urzędników katowickiego oddziału Banku Gospodarstwa Krajowego został opracowany w 1929 roku przez Stanisława Tabeńskiego i Jacka Rybickiego. Kierownictwo budowy przedłożyło 13 maja 1929 roku Policji Budowlanej projekt budynku i jeszcze w tym samym roku rozpoczęła się jego budowa na parceli o powierzchni 1 443 m² zakupionej od Zakładu Ubezpieczeń Pracowników Umysłowych w Królewskiej Hucie.
Wykonawcą domu została firma Oskara Heincla z siedzibą przy ulicy H. Sienkiewicza 3 w Katowicach, a plany sieci wodno-kanalizacyjnej wykonała firma Karol Dziuk Zakład Instalacyjny Katowice. 13 lutego 1930 roku do Policji Budowlanej wpłynęło pismo z prośbą o wyznaczenie terminu odbioru ukończonego wówczas w stanie surowym domu, którego dokonano 10 września 1930 roku. 24 marca 1931 roku dom otrzymał adres – ulica Narcyzów 2.
Budynek w 1935 roku dalej należał do Banku Gospodarstwa Krajowego, a zamieszkany był on wówczas przez rodziny urzędników i prokurentów banku. Około 1944 roku gmach należał do Schlesische Landeskreditanstalt Zweiganstalt Kattowiz (z niem. Śląski Krajowy Zakład Kredytowy Oddział Katowice).
Pod koniec lat 70. XX wieku część pomieszczeń piwnicy domu zaadaptowano na siedzibę Okręgowego Związku Koszykówki, w 1984 roku wykonano pomost dla osób niepełnosprawnych, w 2013 roku wyburzono oryginalne ogrodzenie wokół budynku, a rok później wykonano izolację wokół domu i dziedzińca oraz wyremontowano balkony.
21 września 2015 roku dom został wpisany do rejestru zabytków nieruchomych.
W 2017 roku budynek przeszedł remont wszystkich czterech elewacji. W ramach tych prac odtworzono oryginalne tynki drapane z dodatkiem miki, a także odtworzono pierwotną kolorystykę budynku. Prace te wykonało przedsiębiorstwo budowlane Konior.
W październiku 2023 roku z siedzibą przy ulicy Narcyzów 2 były zarejestrowanych 5 podmiotów w systemie REGON, w tym katowicki oddział Towarzystwa Odpowiedzialnego Rodzicielstwa i wspólnota mieszkaniowa.

## Charakterystyka

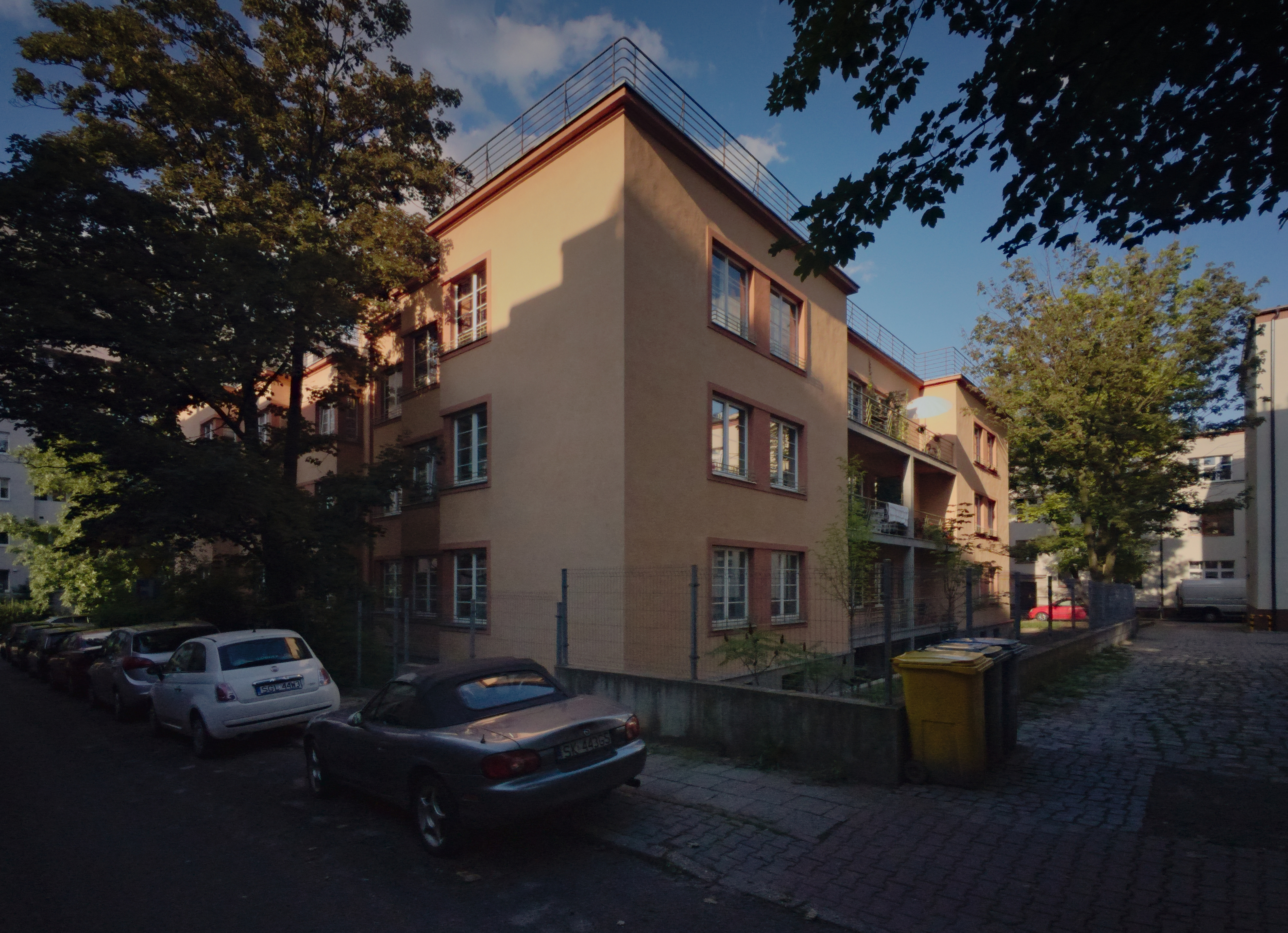
Dom urzędników Banku Gospodarstwa Krajowego od strony ulicy Narcyzów (2021)

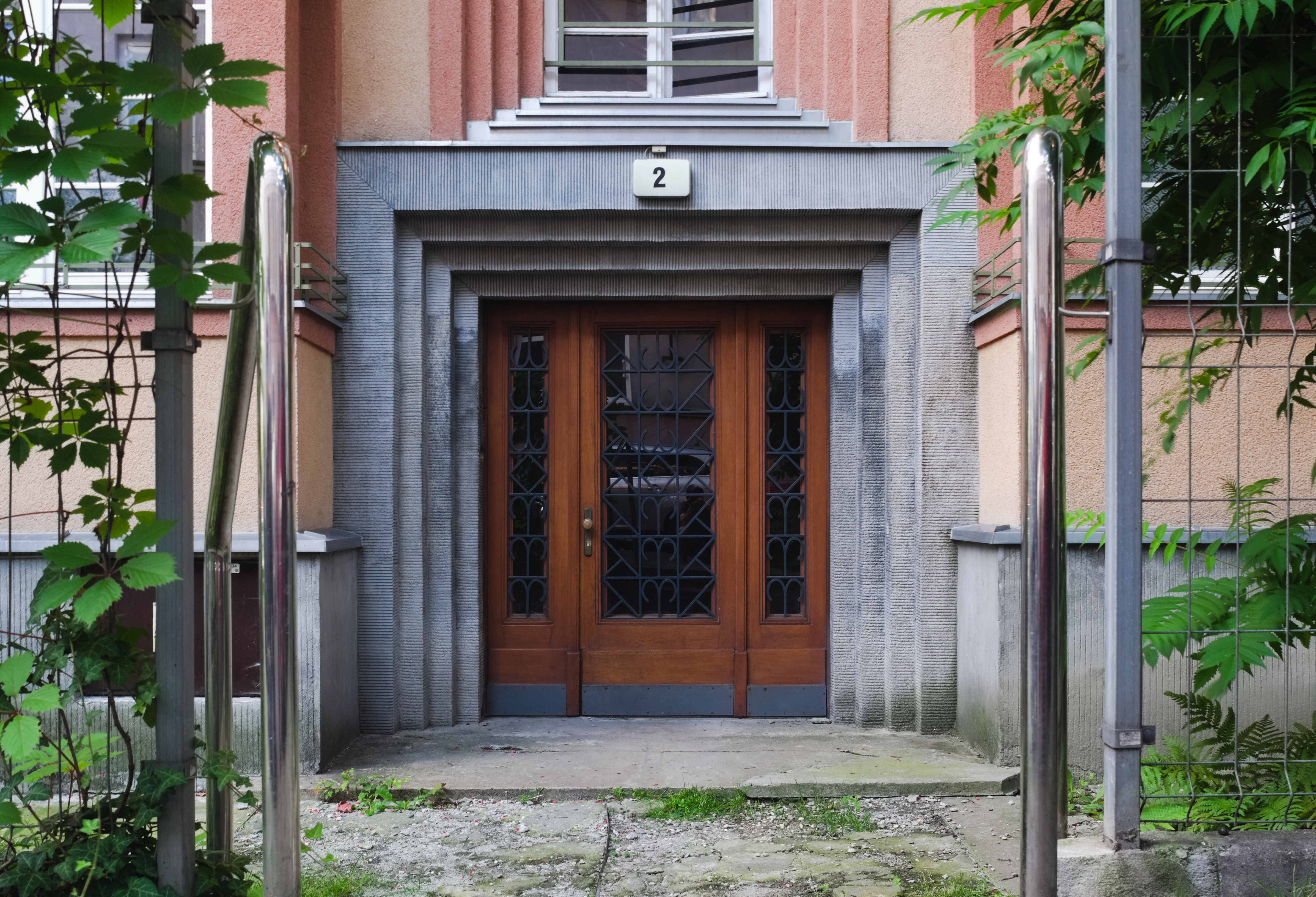
Portal wejściowy od strony ulicy Narcyzów (2021)

Dom urzędników Banku Gospodarstwa Krajowego w Katowicach położony jest przy ulicy Narcyzów 2 (róg z ulicą M. Szeligiewicza) w Katowicach, na terenie dzielnicy Śródmieście. Jest to obiekt wolnostojący, znajdujący się na działce zbliżonej kształtem do kwadratu, pośród gęstej zabudowy śródmiejskiej.
Dom jest murowany z cegły, tynkowany (tynk szlachetny z miką), z żelbetowymi nadprożami. Wzniesiony jest on na planie zbliżonym do kwadratu z wysuniętymi ryzalitowo narożnikami. Gmach podzielony jest na dwie części z odrębnymi wejściami. Wewnątrz domu znajduje się dziedziniec na rzucie zbliżonym do krzyża, w wejściami z klatki schodowej od strony zachodniej i wschodniej. Budynek zwieńczony jest płaskim dachem krytym papą. Liczy 3 kondygnacje nadziemne i 1 podziemną. Powierzchnia zabudowy budynku wynosi 7 29,6 m², a kubatura 9 484,8 m³.
Architektonicznie reprezentuje on cechy stylu funkcjonalizmu. Elewacje budynku charakteryzują się następująco:
- Północna (od strony ulicy M. Szeligiewicza) – jest symetryczna, ośmioosiowa, z dwoma skrajnymi ryzalitami, na cokole pionowo-żłobkowanym. Okna na elewacji są prostokątne i ujęte prostymi opaskami. Ryzality na drugiej i trzeciej kondygnacji spięte są balkonami z metalowymi balustradami. Gzyms wieńczący elewację jest w formie wysuniętej bryły, a nad nim znajduje się balustrada z metalowych prętów w układzie poziomym[11].
- Wschodnia – jest symetryczna i siedmioosiowa, a jej części skrajne są ukształtowane w formie uskokowych ryzalitów z oknami w narożach. Część środkowa elewacji (czwarta oś) jest jednoosiowa, cofnięta i wypiętrzona ponad linię okapu. Wewnątrz niej znajduje się klatka schodowa. Na tej samej osi znajduje się wejście ujęte w prostokątnym uskokowym portalu, nad którym znajduje się wydłużone przeszklenie składające się trzech wąskich, wysokich okien na wspólnym, uskokowym obramieniu. Na dachu znajduje się balustrada z metalowych prętów w układzie poziomym[12].
- Południowa – jest symetryczna, ośmioosiowa, z dwoma skrajnymi ryzalitami, na cokole pionowo-żłobkowanym. Okna na elewacji są prostokątne, a w trzeciej i szóstej osi znajdują się drzwi balkonowe. Ryzality na pierwszej, drugiej i trzeciej kondygnacji spięte są balkonami z metalowymi balustradami, przedzielonymi w połowie ścianką murowaną na drugiej i trzeciej kondygnacji. Gzyms wieńczący elewację jest w formie wysuniętej bryły, a nad nim znajduje się balustrada z metalowych prętów w układzie poziomym[12].
- Zachodnia (od strony ulicy Narcyzów) – analogiczna jak elewacja wschodnia[11].

Drzwi zewnętrzne wejściowe są oryginalne, drewniane, prostokątne, trójskrzydłowe i ze skrajnymi skrzydłami węższymi, natomiast drzwi wejściowe na dziedziniec wewnętrzny są stalowe, prostokątne i pełne. Okna w 2014 roku były zachowane w około 50% w oryginale. Oryginalne okna są drewniane, prostokątne, dwuskrzydłowe i o konstrukcji skrzynkowej. Okna na klatce schodowej są pojedyncze, dwuskrzydłowe i z drewnianą stolarką okienną. Posadzki na korytarzach są lastrykowe, jasnoszare z prostokątnym brązowym obramieniem, a w piwnicy są w formie wylewki betonowej. Schody są dwubiegowe powrotne z podestem, z balustradami z prętów metalowych o wzorze geometrycznym opartym na prostokątach i z pochwytem drewnianym.
Układ wnętrz jest symetryczny, dwutraktowy od strony zachodniej i wschodniej oraz jednotraktowy od strony północnej i południowej. Od strony zachodniej i wschodniej centralnie umieszczone są dwie klatki schodowe. Układ mieszkań jest symetryczny, a pierwotnie na każdej z kondygnacji były po 4 mieszkania – łącznie 12 mieszkań, a wtórnie jest ich 19.
Dom podłączony jest do instalacji elektrycznej, wodno-kanalizacyjnej i gazowej.
Teren wokół budynku zagospodarowano ścieżkami i niewielkimi trawnikami z drzewami (klony, kasztanowiec i brzoza) ograniczony obramieniami z piaskowca, na których częściowo zachowały się fragmenty ozdobnych postumentów z kulami.
Budynek wpisany jest do rejestru zabytków nieruchomych pod numerem A/456/15. Ochroną objęty jest zarówno budynek, jak i teren wokół obiektu. Dom jest również wpisany do gminnej ewidencji zabytków miasta Katowice, a także objęty jest ochroną na mocy przepisów miejscowego planu zagospodarowania przestrzennego.
Budynek jest współwłasnością miasta Katowice i osób prywatnych.